# Leichtathletik-Weltmeisterschaften 2005/800 m der Frauen

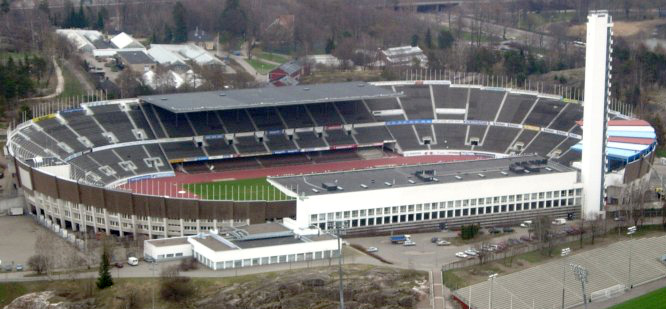
Das Olympiastadion in Helsinki im Mai 2005

Der 800-Meter-Lauf der Frauen bei den Leichtathletik-Weltmeisterschaften 2005 wurde vom 6. bis 9. August 2005 im Olympiastadion der finnischen Hauptstadt Helsinki ausgetragen.
Weltmeisterin wurde die Kubanerin Zulia Calatayud. Auf den zweiten Platz kam die marokkanische Olympiazweite von 2004, Afrikameisterin von 2000 und Vizeafrikameisterin von 1998 Hasna Benhassi, die 2002 außerdem Dritte der Afrikameisterschaften über 1500 Meter war. Bronze ging an die Russin Tatjana Andrianowa.

## Bestehende Rekorde
| Weltrekord | 1:53,28 min | Jarmila Kratochvílová | München, BR Deutschland       | 26. Juli 1983  |
| WM-Rekord  | 1:54,68 min | Jarmila Kratochvílová | WM 1983 in Helsinki, Finnland | 9. August 1983 |

Der seit den ersten Weltmeisterschaften 1983 bestehende WM-Rekord wurde auch bei diesen Weltmeisterschaften bei Weitem nicht erreicht.

## Doping
Umstritten war hier die Wertung der russischen Bronzemedaillengewinnerin Tatjana Andrianowa. Der Läuferin wurde im Jahr 2015 bei Nachtests der Einsatz von Stanozolol bei den Weltmeisterschaften hier in Helsinki nachgewiesen. Als Folge wurden alle ihre Resultate vom 9. August 2005 bis 8. Juli 2007 annulliert, die Bronzemedaille wurde ihr aberkannt. Der Internationale Sportgerichtshof (CAS) nahm diese Entscheidung aus formalen Gründen jedoch zurück, weil die inzwischen festgelegte Verjährungsfrist von zehn Jahren für Nachtests zum Zeitpunkt des Dopingverstoßes der Athletin noch keine Gültigkeit hatte und damals bei acht Jahren lag. So konnte Tatjana Andrianowa ihre Bronzemedaille trotz nachgewiesenen Dopingbetrugs behalten.
Wegen Unregelmäßigkeiten in ihrem biologischen Pass wurden dann alle Resultate der Russin vom 26. Juli 2010 bis 25. Juli 2012 annulliert. Außerdem erhielt sie eine Sperre vom 22. Februar 2016 bis 21. Februar 2018.

## Vorrunde
Die Vorrunde wurde in fünf Läufen durchgeführt. Die ersten vier Athletinnen pro Lauf – hellblau unterlegt – sowie die darüber hinaus vier zeitschnellsten Läuferinnen – hellgrün unterlegt – qualifizierten sich für das Halbfinale.

### Vorlauf 1

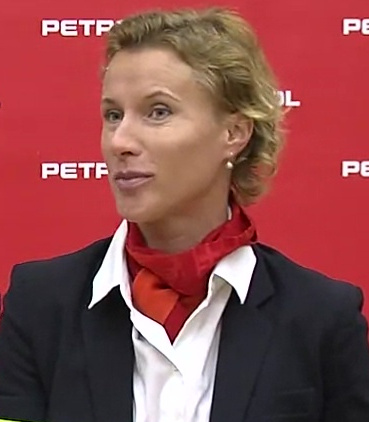
Für Brigita Langerholc war mit ihrem sechsten Platz im ersten Rennen die Vorrunde Endstation

6. August 2005, 12:55 Uhr
| Platz | Name                  | Nation    | Zeit (min) |
| ----- | --------------------- | --------- | ---------- |
| 1     | Hazel Clark           | USA       | 2:01,91    |
| 2     | Kenia Sinclair        | Jamaika   | 2:02,18    |
| 3     | Amina Aït Hammou      | Marokko   | 2:02,26    |
| 4     | Agnes Samaria         | Namibia   | 2:02,46    |
| 5     | Neisha Bernard-Thomas | Grenada   | 2:02,50    |
| 6     | Brigita Langerholc    | Slowenien | 2:03,06    |
| 7     | Binnaz Uslu           | Türkei    | 2:03,73    |
| 8     | Marlyse Nsourou       | Gabun     | 2:14,47    |

### Vorlauf 2
6. August 2005, 13:04 Uhr
| Platz | Name                | Nation         | Zeit (min) |
| ----- | ------------------- | -------------- | ---------- |
| 1     | Zulia Calatayud     | Kuba           | 2:00,77    |
| 2     | Hasna Benhassi      | Marokko        | 2:00,77    |
| 3     | Kameisha Bennett    | USA            | 2:01,78    |
| 4     | Susan Scott         | Großbritannien | 2:02,00    |
| 5     | Teodora Kolarowa    | Bulgarien      | 2:02,45    |
| 6     | Miho Sato           | Japan          | 2:02,82    |
| 7     | Marcela Britos      | Uruguay        | 2:10,21    |
| 8     | Markabo Djama Liban | Dschibuti      | 2:50,95    |

### Vorlauf 3
6. August 2005, 13:13 Uhr
| Platz | Name               | Nation   | Zeit (min) |
| ----- | ------------------ | -------- | ---------- |
| 1     | Tatjana Andrianowa | Russland | 2:06,38    |
| 2     | Alice Schmidt      | USA      | 2:07,10    |
| 3     | Mayte Martínez     | Spanien  | 2:07,34    |
| 4     | Ewelina Sętowska   | Polen    | 2:07,37    |
| 5     | Myint Myint Aye    | Myanmar  | 2:08,50    |
| 6     | Marian Burnett     | Guyana   | 2:09,88    |
| DNS   | Nahida Touhami     | Algerien |            |

### Vorlauf 4

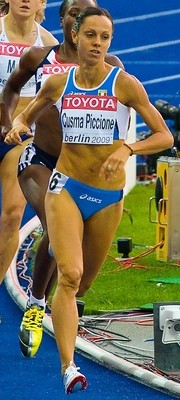
Mit ihrem siebten Platz im vierten Vorlauf schaffte Elisa Cusma Piccione nicht den Einzug ins Halbfinale

6. August 2005, 13:22 Uhr
| Platz | Name                   | Nation     | Zeit (min) |
| ----- | ---------------------- | ---------- | ---------- |
| 1     | Swetlana Tscherkassowa | Russland   | 2:00,62    |
| 2     | Laetitia Valdonado     | Frankreich | 2:00,87    |
| 3     | Swjatlana Ussowitsch   | Belarus    | 2:01,09    |
| 4     | Lucia Klocová          | Slowakei   | 2:01,63    |
| 5     | Tetjana Petljuk        | Ukraine    | 2:01,78    |
| 6     | Seltana Aït Hammou     | Marokko    | 2:02,16    |
| 7     | Elisa Cusma Piccione   | Italien    | 2:05,95    |
| 8     | Gulnaz Ara             | Pakistan   | 2:13,87    |

### Vorlauf 5
6. August 2005, 13:31 Uhr
| Platz | Name                   | Nation      | Zeit (min) |
| ----- | ---------------------- | ----------- | ---------- |
| 1     | Larissa Zhao           | Russland    | 2:00,64    |
| 2     | Maria de Lurdes Mutola | Mosambik    | 2:00,71    |
| 3     | Michelle Ballentine    | Jamaika     | 2:01,05    |
| 4     | Mihaela Neacșu         | Rumänien    | 2:01,35    |
| 5     | Monika Gradzki         | Deutschland | 2:01,56    |
| 6     | Letitia Vriesde        | Suriname    | 2:01,65    |
| 7     | Diane Cummins          | Kanada      | 2:01,71    |
| DNS   | Akosua Serwaa          | Ghana       |            |

## Halbfinale
In den drei Halbfinalläufen qualifizierten sich die jeweils ersten beiden Athletinnen – hellblau unterlegt – sowie die darüber hinaus zwei zeitschnellsten Läuferinnen – hellgrün unterlegt – für das Finale.

### Halbfinallauf 1

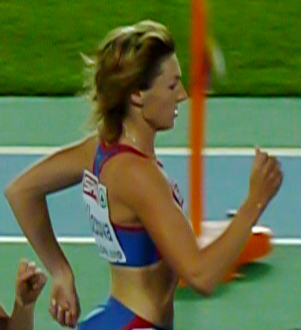
Lucia Hrivnák Klocová – als Siebte ihres Rennens im Halbfinale ausgeschieden

7. August 2005, 19:40 Uhr
| Platz | Name                   | Nation         | Zeit (min) |
| ----- | ---------------------- | -------------- | ---------- |
| 1     | Hazel Clark            | USA            | 1:59,00    |
| 2     | Larissa Zhao           | Russland       | 1:59,07    |
| 3     | Maria de Lurdes Mutola | Mosambik       | 1:59,29    |
| 4     | Mayte Martínez         | Spanien        | 1:59,40    |
| 5     | Amina Aït Hammou       | Marokko        | 2:00,22    |
| 6     | Mihaela Neacșu         | Rumänien       | 2:00,63    |
| 7     | Lucia Klocová          | Slowakei       | 2:00,64    |
| 8     | Susan Scott            | Großbritannien | 2:01,17    |

### Halbfinallauf 2
7. August 2005, 19:48 Uhr
| Platz | Name                   | Nation      | Zeit (min) |
| ----- | ---------------------- | ----------- | ---------- |
| 1     | Zulia Calatayud        | Kuba        | 1:57,92    |
| 2     | Swetlana Tscherkassowa | Russland    | 1:58,58    |
| 3     | Kenia Sinclair         | Jamaika     | 1:59,45    |
| 4     | Diane Cummins          | Kanada      | 2:00,10    |
| 5     | Agnes Samaria          | Namibia     | 2:00,13    |
| 6     | Alice Schmidt          | USA         | 2:01,43    |
| 7     | Letitia Vriesde        | Suriname    | 2:02,07    |
| 8     | Monika Gradzki         | Deutschland | 2:02,09    |

Im zweiten Halbfinale ausgeschiedene Läuferinnen:

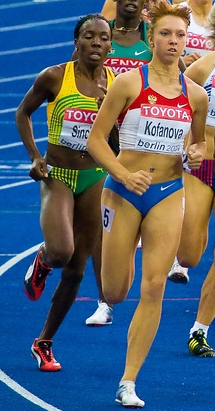
Kenia Sinclair (ganz links) Rang drei in 1:59,45 min
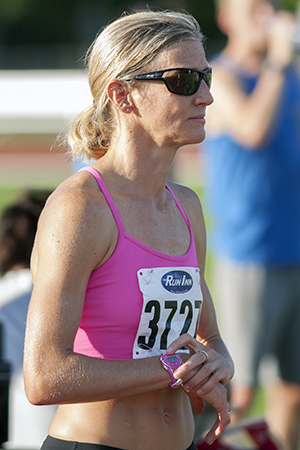
Diane Cummins Rang vier in 2:00,10 min
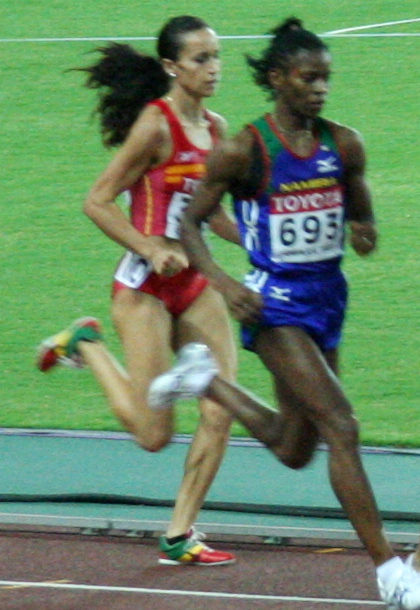
Agnes Samaria (rechts) Rang fünf in 2:00,13 min
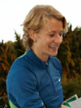
Monika Gradzki Rang acht in 2:02,09 min

### Halbfinallauf 3

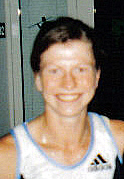
Ewelina Sętowska erreichte als Vierte ihres Rennens nicht den Endlauf

7. August 2005, 19:56 Uhr
| Platz | Name                 | Nation     | Zeit (min) |
| ----- | -------------------- | ---------- | ---------- |
| 1     | Tatjana Andrianowa   | Russland   | 2:01,35    |
| 2     | Hasna Benhassi       | Marokko    | 2:01,59    |
| 3     | Laetitia Valdonado   | Frankreich | 2:01,90    |
| 4     | Ewelina Sętowska     | Polen      | 2:02,02    |
| 5     | Swjatlana Ussowitsch | Belarus    | 2:02,34    |
| 6     | Tetjana Petljuk      | Ukraine    | 2:02,46    |
| 7     | Michelle Ballentine  | Jamaika    | 2:03,98    |
| DNF   | Kameisha Bennett     | USA        |            |

## Finale
9. August 2005, 21:35 Uhr
| Platz | Name                   | Nation   | Zeit (min) |
| ----- | ---------------------- | -------- | ---------- |
| 1     | Zulia Calatayud        | Kuba     | 1:58,82    |
| 2     | Hasna Benhassi         | Marokko  | 1:59,42    |
| 3     | Tatjana Andrianowa     | Russland | 1:59,60    |
| 4     | Maria de Lurdes Mutola | Mosambik | 1:59,71    |
| 5     | Mayte Martínez         | Spanien  | 1:59,99    |
| 6     | Larissa Zhao           | Russland | 2:00,25    |
| 7     | Swetlana Tscherkassowa | Russland | 2:00,71    |
| 8     | Hazel Clark            | USA      | 2:01,52    |

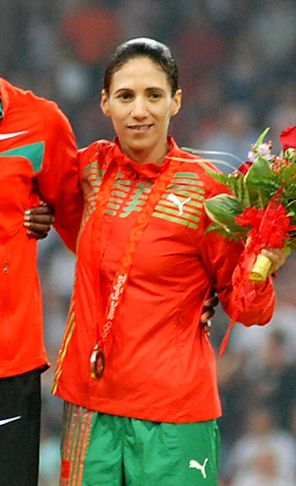
Vizeweltmeisterin Hasna Benhassi gewann im Vorjahr bei den Olympischen Spielen ebenfalls Silber und war vorher mehrfach erfolgreich bei den der Afrikameisterschaften
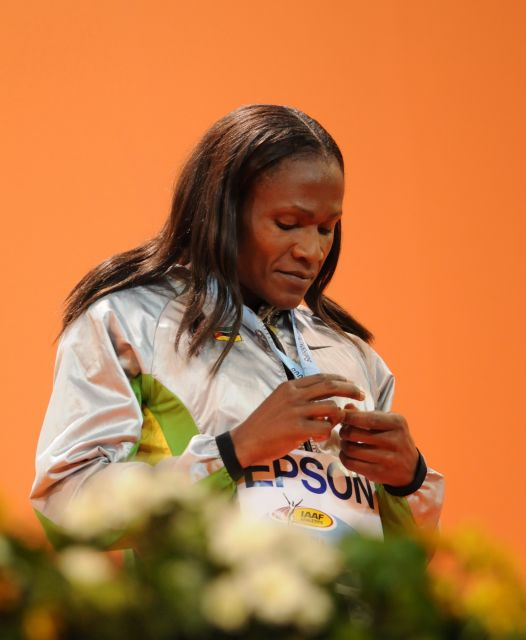
Titelverteidigerin Maria de Lurdes Mutola belegte als unter anderem dreifache Weltmeisterin (1993/2001/2003) und Olympiasiegerin von 2000 Rang vier
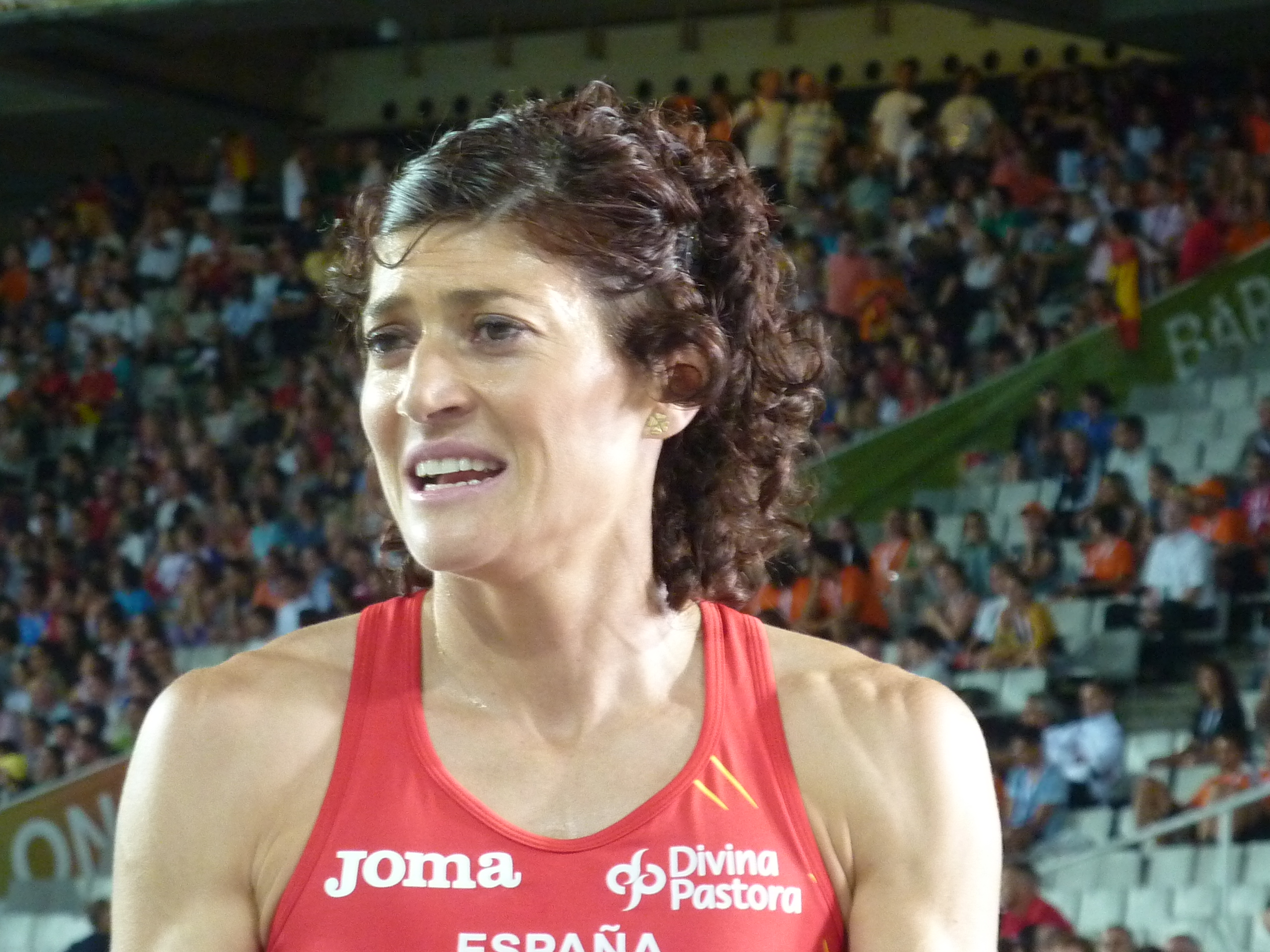
Mayte Martínez kam auf den fünften Platz
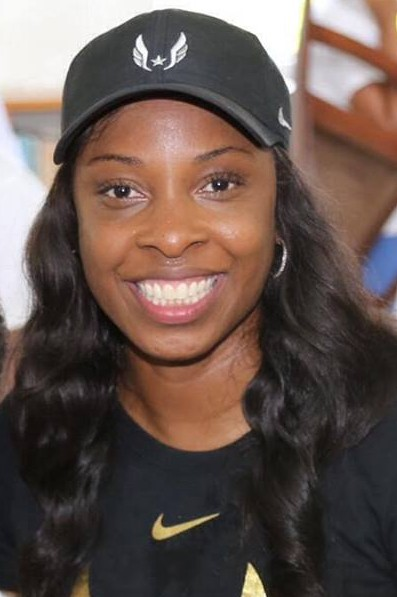
Rang acht für Hazel Clark

## Video
- 2005 World Championship Women's 800m, youtube.com, abgerufen am 6. Oktober 2020